# Innocentius XII
Innocentius XII, född Antonio Pignatelli del Rastrello 13 mars 1615 i Neapel, död 27 september 1700 i Rom, var påve från 12 juli 1691 till sin död.

## Biografi
Antonio Pignatelli del Rastrello var son till markisen och patriciern Francesco Pignatelli di Spinazzola e Napoletano och Donna Porzia Carafa di Minervino. Släkten Pignatelli är uradlig.
Pignatelli var nuntius i Florens (1652), Polen (1660) och Wien (1668), samt var inkvisitor på Malta. Han utsågs av Innocentius XI till kardinalpräst med San Pancrazio som titelkyrka 1681 samt valdes efter en lång konklav 12 juli 1691 till påve.
Som påve skrev han 1692 Romanum decet Pontificem, en bulla mot nepotism. Han visade ett varmt engagemang för de fattiga; iordningställde sjukhus för behövande, lät bygga Curia Innocenziana (idag hyser byggnaden Italiens deputeradekammare). Hans inblandning i det utrikespolitiska skeendet gällde främst successionsordningen i Spanien och kampen mot islam och nepotism.
Den varaktigaste frukten av hans pontifikat är biläggandet av den från företrädarna nedärvda striden om de gallikanska friheterna: de fyra artiklarna av 1682 återkallades och de franska prelater som undertecknat dem bad om tillgift (1693). I striden mellan Jacques-Benigne Bossuet och Fénelon tog Innocentius den förres parti. Liksom Innocentius XI gjorde Innocentius till sin uppgift att reformera de inre förhållandena inom Kyrkostaten. 
Innocentius avled år 1700 och begravdes i Peterskyrkan. Hans gravmonument är skapat av Ferdinando Fuga och Filippo della Valle.

## Bilder
| - Påve Innocentius XII:s gravmonument i Peterskyrkan. |